# Tantilla taeniata
Tantilla taeniata este o specie de șerpi din genul Tantilla, familia Colubridae, descrisă de Bocourt 1883. Conform Catalogue of Life specia Tantilla taeniata nu are subspecii cunoscute.